# 苏中四分区抗日烈士纪念碑
苏中四分区抗日烈土纪念碑，位于江苏省盐城市东台市三仓，是中华人民共和国江苏省文物保护单位之一。
1982年3月25日，授予江苏省文物保护单位，是一座近现代历史遗迹及革命纪念建筑物。